# Naissance en 2009
Naissance
- 2005
- 2006
- 2007
- 2008
- 2009
- 2010
- 2011
- 2012
- 2013

Les naissances en 2009 concernent les personnalités nées entre le 1er janvier et le 31 décembre 2009.

## Avril
- 6 avril : Valentina, chanteuse et gagnante de l'Eurovision junior 2020
- 15 avril : Julia Butters, actrice américaine.
- 28 avril : Ksenia Efremova, joueuse de Tennis française

## Mai
- 4 mai : Henrik de Danemark, troisième enfant du prince Joachim de Danemark et de sa seconde épouse, Marie Cavallier.
- 9 mai : Amira Tahri, kickboxeuse néerlandaise.

## Juin
- 7 juin : Bana Alabed, Syrienne.

## Septembre
- 22 septembre : Coco Yoshizawa, skateuse japonaise.

## Novembre
- 19 novembre : Gaston d'Orléans, membre de la maison d'Orléans.